# Вильданов, Тимербулат Миниханович
Тимербулат Миниханович Вильданов (5 апреля 1928 года — 28 января 2005 года) — буровой мастер Уфимского управления буровых работ производственного объединения «Башнефть», Герой Социалистического Труда. Заслуженный работник нефтяной и газовой промышленности РСФСР (1988). Заслуженный нефтяник Башкирской АССР (1978). Почетный нефтяник СССР (1972).

## Биография
Тимирбулат Миниханович Вильданов родился 5 апреля 1928 году в деревне Каран-Бишинды Белебеевского кантона Башкирской АССР (ныне Туймазинского района Башкортостана). По национальности — башкир. Образование — неполное среднее.
Трудиться начал в 1943 году в колхозе «Каран» Туймазинского района. С 1946 года — ученик токаря, буровой рабочий, помощник бурильщика, бурильщик конторы бурения № 1 треста «Туймазабурнефть». В 1951—1955 годах проходил службу в рядах Советской Армии. После демобилизации работал бурильщиком, с 1967 года работал буровым мастером Уфимского управления буровых работ производственного объединения «Башнефть».
Бригада, руководимая Т. М. Вильдановым, ежегодно добивалась высоких производственных показателей. Так, за первый год девятой пятилетки (1971—1975) бригадой было пробурено 19 750 метров горных пород с хорошим качеством при плане 18 000 метров, в 1975 году проходка составила 20 324 метра при плане 17 000 метров.
Задание девятой пятилетки с отличными технико-экономическими показателями коллектив бригады выполнил 5 февраля 1975 года. Производительное время в бригаде составило 81,2 процента при 75 процентах в среднем по управлению. Скорость бурения за пятилетку равнялась 1802 метрам при плане 1507 метров на станок в месяц. В результате бережного расходования материальных ресурсов за годы девятой пятилетки было сэкономлено 666 тысяч рублей государственных средств.
Досрочно выполнив задание девятой пятилетки, коллектив бригады в честь достойной встречи XXV съезда КПСС взял повышенные обязатель ства пробурить сверх задания дополнительно 2000 метров горных пород. Это обязательство было выполнено.
Т. М. Вильданов принимал участие в освоении Кушкульского, Сергеевского месторождений нефти.
За выдающиеся успехи в досрочном выполнении заданий девятой пятилетки и социалистических обязательств по добыче нефти и бурению скважин, достижение высоких технико-экономических показателей в работе Указом Президиума
Верховного Совета СССР от 11 марта 1976 года Т. М. Вильданову присвоено звание Героя Социалистического Труда.
До 1994 года Тимербулат Миниханович работал буровым мастером, инженером-технологом Уфимского управления буровых работ АНК «Башнефть».
Депутат Верховного Совета Башкирской АССР седьмого созыва (1967—1971).
Вильданов Тимербулат Миниханович умер 28 января 2005 года.

## Награды и звания
- Герой Социалистического Труда (1976)
- Награждён орденами Ленина (1966, 1976), Трудового Красного Знамени (1981), медалями.

Заслуженный работник нефтяной и газовой промышленности РСФСР (1988) Заслуженный нефтяник Башкирской АССР (1978). Почетный нефтяник СССР (1972).